# Храм Иоанна Богослова (Стебачёво)

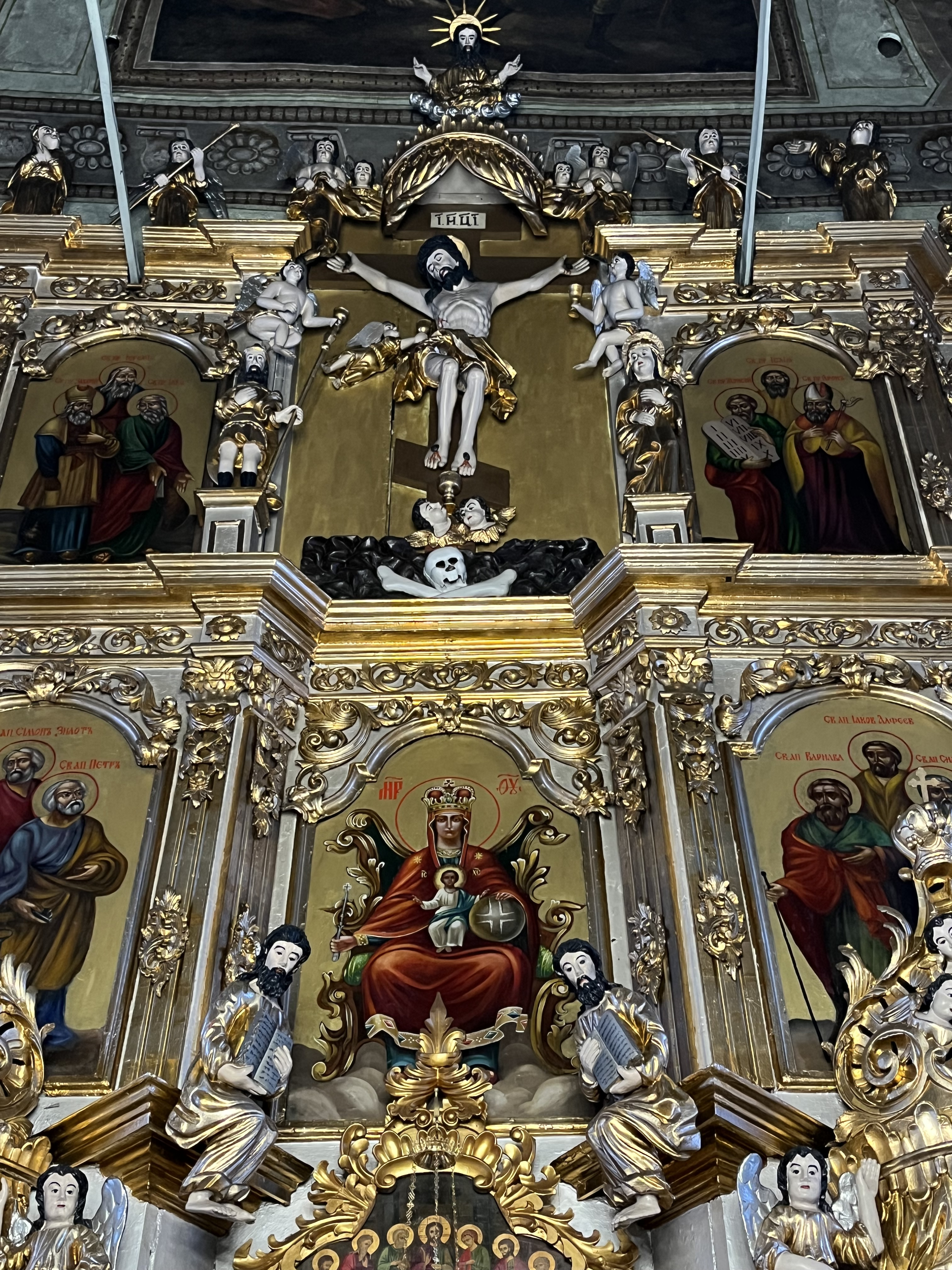

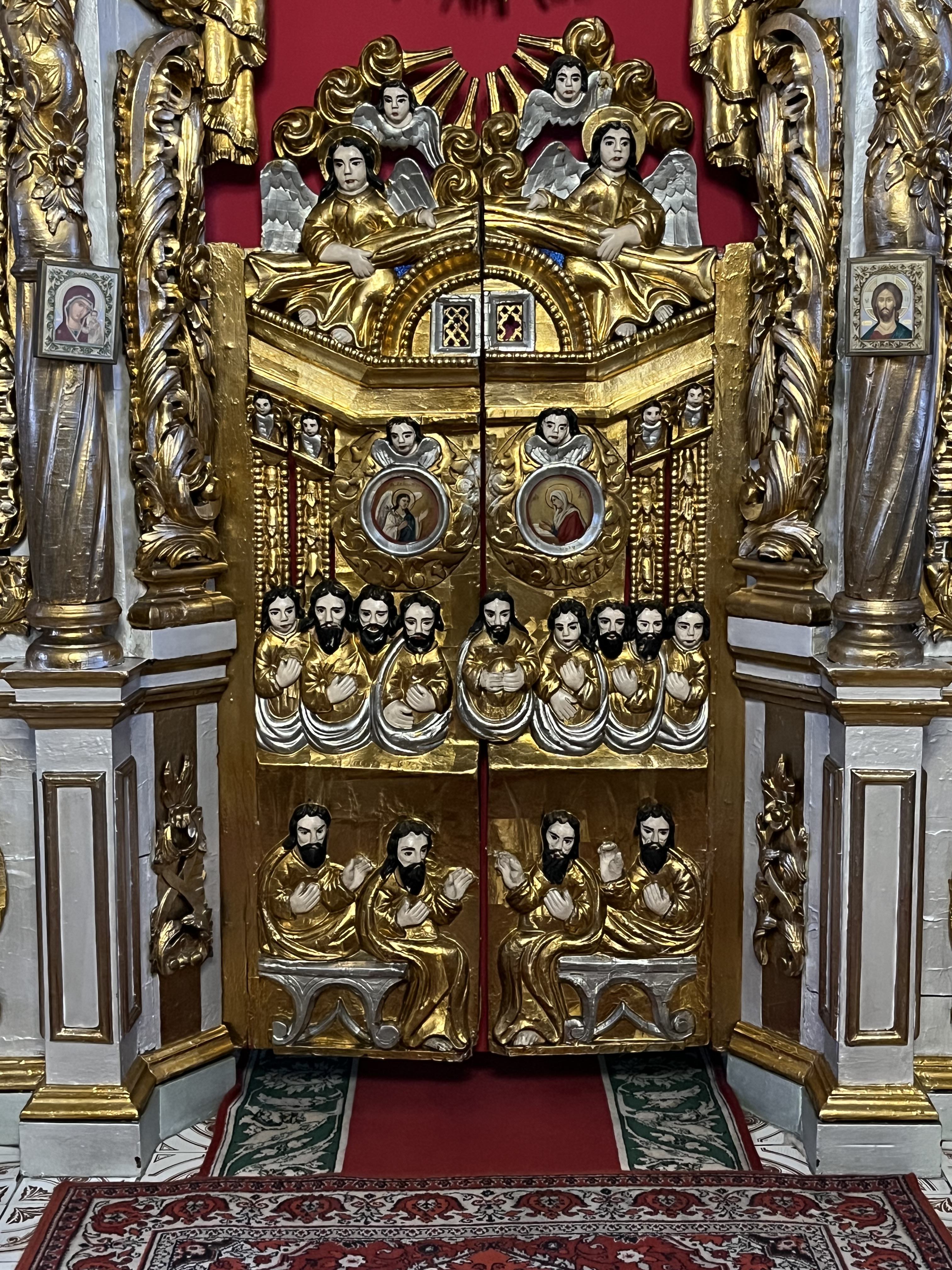

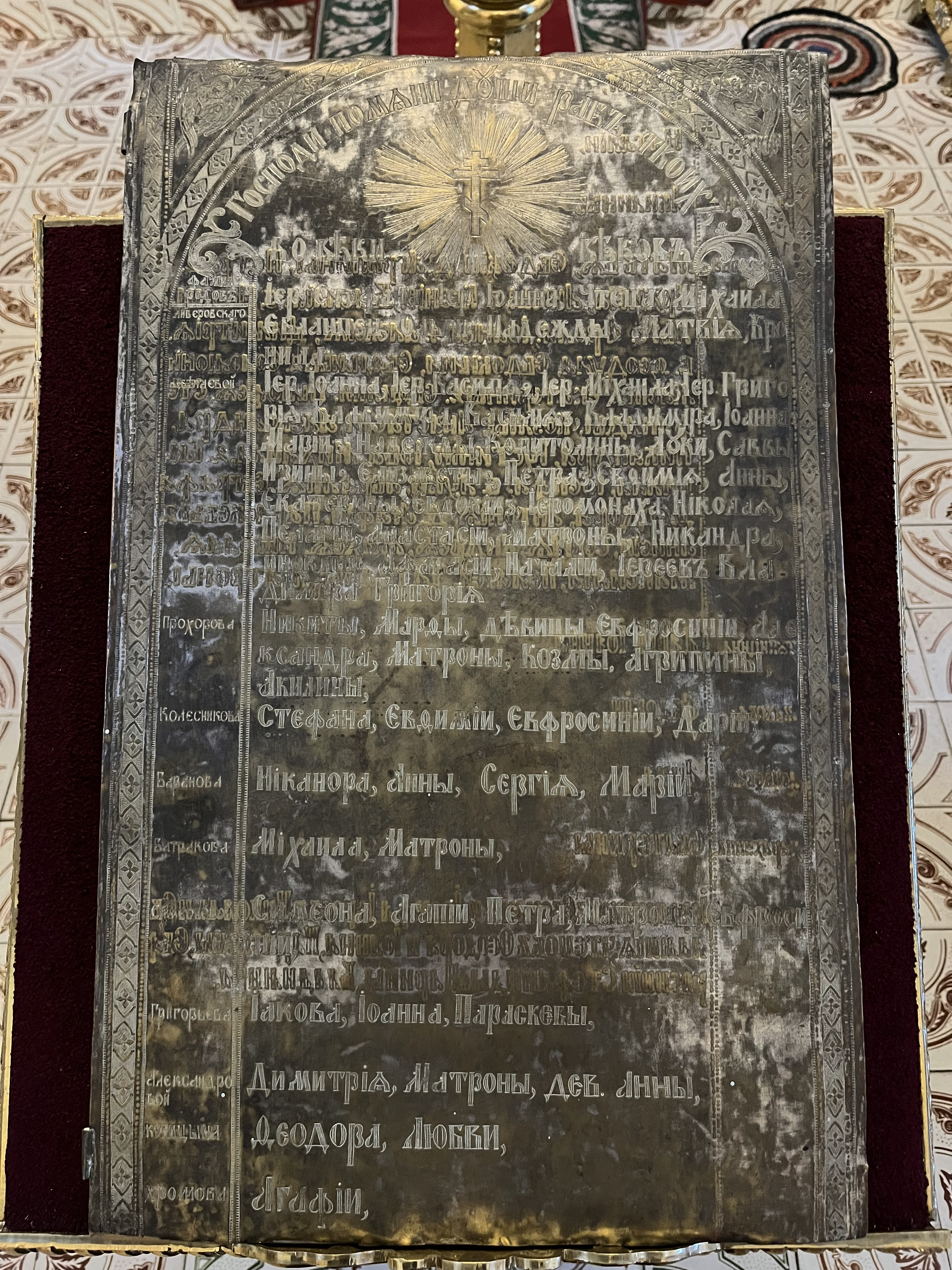

Храм Иоанна Богослова — приходской православный храм в селе Стебачёво Тейковского района Ивановской области. Относится к Тейковскому благочинию Шуйской епархии Русской православной церкви. Возведён во второй половине XVIII века.

## История
В XV веке село принадлежало суздальскому Спасо-Евфимиеву монастырю. Дата постройки последнего здания 1786 год.
Одним из настоятелей храма был Василий Цветаев, прадед поэтессы Марины Цветаевой.